# Oxyaenoidea
Os oxienóides (Oxyaenoidea) são uma superfamília de mamíferos extintos, tradicionalmente parte da Ordem Creodonta, e compreendendo os Oxyaenidae e Palaeonictidae.

## Taxonomia
Oxyaenoidea
- Família Tytthaenidae
  - Tytthaena Gingerich, 1980
    - Tytthaena parrisi Gingerich, 1980 - Paleoceno, Tiffanian (Ti3), EUA
    - Tytthaena lichna - Eoceno, Clarkforkian (Cf1-Cf2), EUA
- Família Palaeonictidae
  - Palaeonictis De Blainville,1842
    - Palaeonictis gigantea - França, Inglaterra e Bélgica.
    - Palaeonictis peloria - Eoceno, Clarkforkian (Cf3) - Formação Willwood, Wyoming, EUA
    - Palaeonictis occidentalis Osborn,1892

  - Ambloctonus
    - Ambloctonus priscus

  - Dormaalodon
    - Dormaalodon woutersi

  - Dipsalodon Jepsen,1930
    - Dipsalodon churchillorum Rose,1981 - Paleoceno, Tiffanian (Ti5) a Eoceno, Clarkforkian (Cf2), EUA
    - Dipsalodon matthewi Jepsen,1930
- Família Oxyaenidae Cope,1877
  - Oxyaena Cope,1874
    - Oxyaena lupina Cope,1874 - Eoceno, Wasatchian - EUA
    - Oxyaena simpsoni Van Valen, 1966 - EUA
    - Oxyaena gulo Matthew,1915 - Eoceno, Wasatchian (Wa2-Wa3) - EUA
    - Oxyaena intermedia Denison,1938 - Eoceno, Wasatchian (Wa4-Wa5) - EUA
    - Oxyaena forcipata Cope,1874 - Eoceno, Wasatchian (Wa5-Wa6) - EUA
    - Oxyaena pardalis Matthew,1915 -  - EUA

  - Oxyaenoides
    - Oxyaenoides bicuspidens

  - Dipsalidictis Matthew,1915
    - Dipsalidictis platypus (Matthew,1915)
    - Dipsalidictis aequidens (Matthew, 1915) - Eoceno, Clarkforkian (Cf2) - EUA
    - Dipsalidictis transiens
    - Dipsalidictis krausei Gunnell & Gingerich, 1991

  - Patriofelis
    - Patriofelis ultra
    - Patriofelis ferox

  - Protopsalis
    - Protopsalis tigrinus

  - Sarkastodon Granger, 1938
    - Sarkastodon mongoliensis Granger, 1938 - Eoceno, Mongólia